# Albo d'oro del campionato di Serie D
Il campionato interregionale di calcio in Italia nacque nel 1948 dalla riforma delle leghe interregionali della FIGC. Solo in 32 delle sue 70 edizioni, tuttavia, il regolamento ha previsto una fase finale che assegni un titolo nazionale di categoria: ciò è avvenuto fra il 1952 e il 1957 con lo Scudetto IV Serie, nella particolare annata 1957-1958 col titolo di Lega Interregionale, dal 1992 al 1999 con lo Scudetto Dilettanti e dal 1999 ad oggi con l'odierno Scudetto Serie D. Il record di vittorie dello scudetto di categoria è detenuto dal Siena, capace di ripetere due volte il successo nazionale nelle stagioni 1955-1956 e 2014-2015.

## Albo d'oro

### Scudetto IV Serie
Il primo titolo nazionale abbinato in Italia al campionato interregionale di calcio fu quello assegnato dal 1952-53 dalla neonata Lega Nazionale IV Serie: l'intento era quello di sottolineare la riqualificazione della manifestazione rispetto al previgente campionato di Promozione, rigidamente spaccato in tre distinte leghe interregionali completamente separate fra loro. Il titolo era assegnato in una finale fra la migliore squadra del Nord e quella del Sud, tranne che nell'ultima edizione in cui fu introdotto un girone a quattro squadre.
- 1952-1953 -  Catanzaro
- 1953-1954 -  Bari
- 1954-1955 -  BPD Colleferro[3]
- 1955-1956 -  Siena
- 1956-1957 -  Ravenna

### Campionato Interregionale
In questa stagione lo scudetto fu assegnato a tutte e tre le finaliste, dopo che si classificarono alla pari nel girone finale, mentre successivamente non fu più riproposto per il disinteresse delle società.
- 1957-1958 -  Cosenza,  Mantova e  Spezia a pari merito

### Trofeo Jacinto
Tra il 1988 e 1992 si è disputata una poule ufficiale, denominata Trofeo Jacinto, che decretava il Campione d'Italia Interregionale. La Lega Nazionale Dilettanti, tuttavia, non riconosce la competizione come uno scudetto di categoria, bensì come un titolo alternativo.

### Scudetto Dilettanti
La riforma del 1992 della Lega Nazionale Dilettanti ispirò la reintroduzione del titolo di categoria abbandonato da più di trent'anni. A tal fine il Campionato Interregionale divenne il Campionato Nazionale Dilettanti, e venne messo in palio lo Scudetto Dilettanti, essendo all'epoca i giocatori inquadrati in tale regime giuridico.
- 1992-1993 -  Crevalcore
- 1993-1994 -  Pro Vercelli
- 1994-1995 -  Taranto
- 1995-1996 -  Castel San Pietro[5]
- 1996-1997 -  Biellese
- 1997-1998 -  Giugliano
- 1998-1999 -  Lanciano

### Scudetto Serie D
Nell'autunno del 1999, a campionato già iniziato, la LND e il Comitato Interregionale decisero di riproporre il nome di Serie D sia per una questione di prestigio, sia per riflettere l'intervenuto cambio di regime giuridico dei giocatori divenuti non-professionisti. Parallelamente nasceva la Coppa Italia Serie D, lasciando ogni riferimento al dilettantismo alla Coppa Italia Dilettanti.
- 1999-2000 -  Sangiovannese
- 2000-2001 -  Palmese
- 2001-2002 -  Olbia
- 2002-2003 -  Cavese
- 2003-2004 -  Massese
- 2004-2005 -  Bassano Virtus
- 2005-2006 -  Paganese
- 2006-2007 -  Tempio[7]
- 2007-2008 -  San Felice Normanna
- 2008-2009 -  Pro Vasto
- 2009-2010 -  Montichiari
- 2010-2011 -  Cuneo
- 2011-2012 -  Venezia
- 2012-2013 -  Ischia Isolaverde
- 2013-2014 -  Pordenone
- 2014-2015 -  Siena
- 2015-2016 -  Viterbese Castrense
- 2016-2017 -  Monza
- 2017-2018 -  Pro Patria
- 2018-2019 -  Avellino
- 2019-2020 - Non assegnato
- 2020-2021 - Non assegnato
- 2021-2022 -  Recanatese
- 2022-2023 -  Sestri Levante
- 2023-2024 -  Campobasso
- 2024-2025 -  Livorno

## Classifica per regioni
| Regione               | Titoli | Anni                                     |
| --------------------- | ------ | ---------------------------------------- |
| Campania              | 7      | 1998, 2001, 2003, 2006, 2008, 2013, 2019 |
| Toscana               | 5      | 1956, 2000, 2004, 2015, 2025             |
| Lombardia             | 4      | 1958, 2010, 2017, 2018                   |
| Emilia-Romagna        | 3      | 1957, 1993, 1996                         |
| Piemonte              | 3      | 1994, 1997, 2011                         |
| Calabria              | 2      | 1953, 1958                               |
| Puglia                | 2      | 1954, 1995                               |
| Sardegna              | 2      | 2002, 2007                               |
| Abruzzo               | 2      | 1999, 2009                               |
| Veneto                | 2      | 2005, 2012                               |
| Lazio                 | 2      | 1955, 2016                               |
| Liguria               | 2      | 1958, 2023                               |
| Friuli-Venezia Giulia | 1      | 2014                                     |
| Marche                | 1      | 2022                                     |
| Molise                | 1      | 2024                                     |

## Promozioni
Il numero di promozioni in Serie C messe storicamente in palio nel campionato interregionale, cambiò molto a seconda delle varie incarnazioni della manifestazione stessa. La prima versione, la Promozione, dava luogo a 12 vincitori, mentre con la IV Serie si scese drasticamente a quota 4. Dopo il periodo transitorio del Campionato Interregionale in cui si procedette a promozioni di massa per la concomitante riforma della terza serie, con la Serie D si cominciò inizialmente con 6 posti, saliti poi a 9 con l'anno 1968. Con la transizione al nuovo Campionato Interregionale si riproposero 12 promozioni, per poi tornare ad una stabile dotazione di 9 società premiate col Campionato Nazionale Dilettanti poi ridenominato Serie D.
- 1948-1949 - Rivarolese, Luino, Villasanta, Sebinia, Luparense, San Donà, Imolese, Le Signe, Latina, Jesina, Pomigliano, Marsala
- 1949-1950 - Ponziana, Rovereto, Lecco, Saronno, Magenta, Rapallo Ruentes, Forlì, Pontedera, BPD Colleferro, Fermana, Toma Maglie, Nissena, Vigevano, Avellino, Casertana
- 1950-1951 - Torviscosa, Trento, Parabiago, Pro Lissone, Aosta, Rivarolese, Ravenna, Lanciotto Campi Bisenzio, Chinotto Neri, Chieti, Molfetta, Palmese
- 1951-1952 - nessuna
- 1952-1953 - Carbosarda, Carrarese, Catanzaro, Lecco
- 1953-1954 - Bari, Bolzano, Cremonese, Prato
- 1954-1955 - BPD Colleferro, Mestrina, Molfetta, Vigevano
- 1955-1956 - Biellese, Reggiana, Reggina, Siena
- 1956-1957 - Pro Vercelli, Chinotto Neri Roma, SAROM Ravenna
- 1957-1958 - Cosenza, OZO Mantova, Spezia, Anconitana, Arezzo, Barletta, Casale, Casertana, Chieti, CRAL Cirio Napoli, Foggia Incedit, L’Aquila, Lecce, Marsala, Pescara, Piacenza, Trapani, Treviso, Varese, Lucchese, Forlì, Pordenone
- 1958-1959 - Bolzano, Crotone, Maceratese, Pistoiese, Savona, Torres Sassari, Vis Sauro Pesaro, Akragas, Avellino, CRDA Monfalcone, Del Duca Ascoli, Fanfulla, Rimini, Teramo
- 1959-1960 - Entella Chiavari, Saronno, Cesena, Viareggio, Bisceglie, San Vito Benevento
- 1960-1961 - Empoli, Ivrea, Vittorio Veneto, Grosseto, Portacivitanovese, Potenza
- 1961-1962 - Rapallo Ruentes, Rizzoli Milano, CRDA Monfalcone, Solvay Rosignano, Soccer Trani, Avellino
- 1962-1963 - Carrarese, Solbiatese, Vis Sauro Pesaro, Empoli, Maceratese, Casertana
- 1963-1964 - Entella Chiavari, Piacenza, Carpi, Ternana, Avellino, Crotone
- 1964-1965 - Jesi, Massese, Nardò, Rapallo Ruentes, Savoia Torre Annunziata, Trevigliese
- 1965-1966 - Barletta, Frosinone, Massiminiana Catania, Verbania, Spezia, Vis Sauro Pesaro
- 1966-1967 - Bolzano, Chieti, Città di Castello, Internapoli, Pavia, Pontedera
- 1967-1968 - Macobi Asti, Cremonese, Sottomarina, Forlì, Viareggio, Olbia, Matera, Brindisi, Marsala
- 1968-1969 - Derthona, Seregno, Rovereto, Imola, Lucchese, Latina, Sorrento, Pro Vasto, Acquapozzillo
- 1969-1970 - Imperia, Parma, Trento, Maceratese, Aquila Montevarchi, Viterbese, Savoia Torre Annunziata, Martina Franca, Enna
- 1970-1971 - Pro Vercelli, Cremonese, Belluno, Giulianova, Sangiovannese, Frosinone, Turris, Bisceglie, Siracusa
- 1971-1972 - Cossatese, Vigevano, Triestina, Ravenna, Aquila Montevarchi, Torres Sassari, Juventus Stabia, Barletta, Trapani
- 1972-1973 - Gaviese, Bolzano, Clodiasottomarina, Riccione, Grosseto, Latina, Nocerina, Pescara, Marsala
- 1973-1974 - Juniorcasale, Sant'Angelo Lodigiano, Mestrina, Carpi, Sangiovannese, Cynthia Genzano, Benevento, Teramo, Messina
- 1974-1975 - Albese, Pro Patria, Treviso, Anconitana, Pistoiese, Olbia, Potenza, Campobasso, Cosenza
- 1975-1976 - Biellese, Pergocrema, Triestina, Fano Alma Juventus, Siena, Viterbese, Paganese, Matera, Alcamo
- 1976-1977 - Omegna, Trento, Audace San Michele, Forlì, Prato, Latina, Chieti, Pro Cavese, Ragusa
- 1977-1978 - Imperia, Savona, Derthona, Albese, Pavia, Legnano, Fanfulla, Vigevano, Monselice, Mestrina, Conegliano, Adriese, Carpi, Vis Pesaro, Civitanovese, Osimana, Carrarese, Montecatini, Montevarchi, Sangiovannese, Almas Roma, LVPA Frascati, Avezzano, Banco di Roma, Formia Club, Casertana, Rende, Palmese, Gallipoli, Lanciano, Potenza, Monopoli, Vittoria, Nuova Igea, Vigor Lamezia, Alcamo, Sanremese, Rhodense, Anconitana, Cerretese, Viareggio, Frosinone, Civitavecchia, Savoia, Cassino, Francavilla, Cosenza, Messina
- 1978-1979 - Arona, Aurora Desio, Pordenone, Venezia, Città di Castello, Sansepolcro, Pietrasanta, Rondinella Marzocco, Squinzano, L'Aquila, Juventus Stabia, Terranova Gela
- 1979-1980 - Torretta Santa Caterina, Omegna, Casatese, Mira, Maceratese, Cattolica, Sant'Elena Quartu, Casalotti, Virtus Casarano, Martina Franca, Frattese, Campania
- 1980-1981 - Imperia, Vogherese, Virescit Boccaleone, Montebelluna, Vigor Senigallia, Jesi, Torres, Frosinone, Ercolanese, Casoria, Akragas, Modica
- 1981-1982 - Asti T.S.C., Ospitaletto, Pro Gorizia, Ravenna, Pontedera, Elpidiense, Foligno, Grumese, Gioiese, Gioventù Brindisi, Licata, Carbonia
- 1982-1983 - Biellese, Brembillese, Venezia, Centese, Massese, Cesenatico, Lodigiani, Ischia Isolaverde, Afragolese, Pro Italia Galatina, Uva Italia Canicattì, Olbia
- 1983-1984 - Pro Vercelli, Virescit Boccaleone, Euromobil Pievigina, Sassuolo, Montevarchi, Fermana, Aesernia, Gladiator, Crotone, Fidelis Andria, Nissa, Nuorese
- 1984-1985 - Cairese, Leffe, Orceana, Giorgione, Entella Bacezza, Ravenna, Pro Cisterna, Angizia, Nola, Juventus Stabia, Trapani, Sorso
- 1985-1986 - Casale, Oltrepò, Paluani Chievo, Moa Suzzara, Cuoiopelli, Vis Pesaro, Latina, Lanciano, Rifo Sud, Bisceglie, Giarre, Olbia
- 1986-1987 - Saviglianese, Pro Sesto, Intim Helen, Riccione, Sarzanese 1906, Gubbio, Olimpia Celano, Chieti, Vigor Lamezia, Kroton, Atletico Catania, Tempio
- 1987-1988 - Juventus Domo, Oltrepò, Orceana, San Marino, Cecina, Poggibonsi, Cynthia, Trani, Battipagliese, Fasano, Juventina Gela, Ilvamarisardegna, Carpi, Potenza
- 1988-1989 - Cuneo '80, Solbiatese, Valdagno, Cittadella, Baracca Lugo, Mobilieri Ponsacco, C.E.P., Ostiamare, La Palma, Altamura, Adelaide Nicastro, Acireale
- 1989-1990 - Finlocat Fiorenzuola, Saronno, Leffe, Euromobil Pievigina, Viareggio, Vastese, Astrea, Formia, Sangiuseppese, Savoia, Enna[8], Lecco[9], Molfetta[9]
- 1990-1991 - Pistoiese, Aosta, Cerveteri, Avezzano, Juve Stabia, Matera
- 1991-1992 - Giorgione, Oltrepò, Gualdo, Sora, Agrigento Hinterland
- 1992-1993 - Crevalcore, Legnano, Cittadella, Vogherese, Nuova Maceratese, Torres, Fasano, Trapani, Battipagliese, Lumezzane[9], Livorno[9], ForlÌ[9], L'Aquila[9]
- 1993-1994 - Pro Vercelli, Varese, Brescello, San Donà, Vis Pesaro, Teramo, Giulianova, Sporting Benevento, Castrovillari, Albanova, Fermana, Frosinone, Nocerina, Saronno, Valdagno
- 1994-1995 - Grosseto, Taranto, Ginnastica Gallaratese, Alzano, Treviso, Viterbese, Tolentino, Marsala, Catania, Imola, Triestina, Ternana[10]
- 1995-1996 - Pisa, Voghera, Iperzola, Mestre, Arezzo, Nuova Maceratese, Casertana, Altamura, Juveterranova Gela
- 1996-1997 - Biellese, Viareggio, Albinese, Mantova, Castel San Pietro, Astrea, Cavese, Tricase, Crotone
- 1997-1998 - Giugliano, Casinò Sanremese, Borgosesia Calcio, Trento, Faenza, Gubbio, L’Aquila, Nuova Nardò, Messina Peloro, Sassuolo[9]
- 1998-1999 - Lanciano, Imperia, Meda, Montichiari, Imolese, Rondinella Impruneta, Castelnuovo, Fasano, Sant'Anastasia
- 1999-2000 - Sangiovannese, Moncalieri, Legnano, Südtirol, Russi, San Marino, Puteolana, Campobasso, Igea Virtus, Taranto[11]
- 2000-2001 - Palmese, Valenzana, Pavia, Thiene, Poggese, Poggibonsi, Sambenedettese, Martina, Paternò, Trento[9], Frosinone[9]
- 2001-2002 - Olbia, Savona, Pordenone, Aglianese, Fano, Tivoli, Gladiator, Brindisi, Ragusa, Forlì[9], Grosseto[9], Latina[9]
- 2002-2003 - Cavese, Pizzighettone, Ivrea, Seppelfricke Bellunopontalpi, Ravenna, Cappiano Romaiano, Rosetana, Isernia, Melfi, Palazzolo[9], Bellaria Igea Marina[9], Sansovino[9], Tolentino[9], Rutigliano[9], Vittoria[9]
- 2003-2004 - Massese, Casale, Carpenedolo, Portosummaga, Castel San Pietro, Morro d'Oro, Juve Stabia, Manfredonia, Rende, Sanremese, Calcio Potenza, Pro Vasto, Vigor Lamezia
- 2004-2005 - Bassano Virtus, Città di Lecco[12], Città di Jesolo, Cuneo, Foligno, Gallipoli, Modica, Pergocrema, Real Marcianise, Rieti
- 2005-2006 - Paganese, Varese, Nuorese, Boca San Lazzaro, Rovigo, Poggibonsi[13], Val di Sangro, Cassino, Sorrento, Vibonese[9], Monopoli[9], Celano[9]
- 2006-2007 - Caravaggese[14], Canavese, Mezzocorona, Rodengo-Saiano, Esperia Viareggio, Pescina Valle del Giovenco, Scafatese, Noicattaro, Sangiuseppese
- 2007-2008 - Aversa Normanna, Alessandria, Como, Itala San Marco, Giacomense, Figline, Sangiustese, Isola Liri, Fortitudo Cosenza, Sambonifacese[9], Montichiari[9], Colligiana[9], Alghero[9], Barletta[9]
- 2008-2009 - Pro Vasto, Pro Belvedere Vercelli, Sacilese, Crociati Noceto, Sporting Lucchese, Villacidrese, Brindisi, Siracusa, Nocerina[15], Fano[9], Spezia[9], Vico Equense[9], FeralpiSalò[9]
- 2009-2010 - Montichiari, Savona, Tritium, Pisa, Gavorrano, Chieti, Fondi, Neapolis, Milazzo, Virtus Entella[9], Casale[9], Renate[9], Carpi[9], L’Aquila[9], Avellino[9], Campobasso[9], Latina[9], Matera[9], Pomezia[9], Trapani[9], Vigor Lamezia[9]
- 2010-2011 - Cuneo, Mantova, Treviso, Borgo a Buggiano, Perugia, Santarcangelo, Aprilia, Arzanese, Ebolitana, Rimini[9]
- 2011-2012 - Venezia, Saint-Christophe, Sterilgarda Castiglione, Forlì, Pontedera, Teramo, Salerno, Martina, HinterReggio
- 2012-2013 - Ischia Isolaverde, Bra, Pergolettese, Delta Porto Tolle, Tuttocuoio, Castel Rigone, Sambenedettese[16], Torres, Messina, Virtus Verona[9], Real Vicenza[9], Casertana[9], Foggia[9], Cosenza[9], SPAL[9]
- 2013-2014 - Pordenone, Giana Erminio, Pro Piacenza, Lucchese, Pistoiese, Ancona, Lupa Roma, Matera, Savoia, Arezzo[9]
- 2014-2015 - Cuneo, Castiglione[17], Biancoscudati Padova, Rimini, Robur Siena, Maceratese, Lupa Castelli Romani, Fidelis Andria, Akragas, Monopoli[17]
- 2015-2016 - Sporting Bellinzago[18], Piacenza, Venezia, Parma, Gubbio, Sambenedettese, Viterbese Castrense, Virtus Francavilla, Siracusa, Fano[9], Fondi[9], Forlì[9], Olbia[9], Reggina[9], Taranto[9], Vibonese[9]
- 2016-2017 - Cuneo, Monza, Mestre, Ravenna, Gavorrano, Fermana, Arzachena, Bisceglie, Sicula Leonzio, Triestina[9], Rende[9]
- 2017-2018 - Gozzano, Pro Patria, Virtus Verona, Rimini, Albissola, Vis Pesaro, Rieti, Potenza, Vibonese, Imolese[9], Cavese[9]
- 2018-2019 - Lecco, Como, Arzignano Valchiampo, Pergolettese, Pianese, Cesena, Avellino, AZ Picerno, Bari, Modena[9], Reggio Audace[9].
- 2019-2020 - Lucchese, Pro Sesto, Campodarsego[19], Legnago[9], Mantova, Grosseto, Matelica, Turris, Bitonto[20], Foggia[9], Palermo
- 2020-2021 - Gozzano[21], AZ Picerno[9], Seregno, Trento, Fiorenzuola, Montevarchi, Siena[9], Campobasso, Monterosi Tuscia, Latina[9], Taranto, Fidelis Andria[9], Messina
- 2021-2022 - Novara, Sangiuliano City, Arzignano Valchiampo, Rimini, San Donato Tavarnelle, Recanatese, Giugliano, Audace Cerignola, Gelbison, Torres[9]
- 2022-2023 - Sestri Levante, Lumezzane, Legnago, Giana Erminio, Arezzo, Pineto, Sorrento, Brindisi, Catania, Casertana[9]
- 2023-2024 - Alcione, Caldiero, Union Clodiense CS, Carpi, Pianese, Campobasso, Cavese, Team Altamura, Trapani
- 2024-2025 - Bra, Ospitaletto, Dolomiti Bellunesi, Forlì, Livorno, Sambenedettese, Guidonia Montecelio, Casarano, Siracusa, Ravenna[9]

## Albo d'oro dei play-off
Nel 2005 il Comitato Interregionale decise d'introdurre i play-off sull'esempio della Serie C, anche se a differenza della categoria sovrastante, in Serie D il regolamento federale non assegna alcun diritto, e i play-off valsero quindi solo come un'opzione su eventuali ripescaggi. I playoff si sono disputati sino alla stagione 2014-2015. Dalla stagione successiva vengono invece disputati solo quelli tra le squadre dello stesso raggruppamento con le nove vincitrici che vengono inserite in una graduatoria di ripescaggio sulla base della media punti ottenuta in campionato.
- 2005-2006 -  Monopoli
- 2006-2007 -  Casale[22]
- 2007-2008 -  Sambonifacese
- 2008-2009 -  Nocerina
- 2009-2010 -  Matera
- 2010-2011 -  Rimini
- 2011-2012 -  Cosenza[23]
- 2012-2013 -  Virtus Verona
- 2013-2014 -  Correggese[24]
- 2014-2015 -  Sestri Levante[25]